# 266622 Málna
266622 Málna è un asteroide della fascia principale. Scoperto nel 2008, presenta un'orbita caratterizzata da un semiasse maggiore pari a 3,2365658 UA e da un'eccentricità di 0,0819346, inclinata di 3,32040° rispetto all'eclittica.